# Gil Paulista
Gil Paulista, właśc. Gilmar Tadeu da Silva (ur. 18 listopada 1970 w São Paulo) – brazylijski piłkarz, grający na pozycji napastnika, trener piłkarski.

## Kariera piłkarska

### Kariera klubowa
W 1986 rozpoczął karierę piłkarską w Portuguesa. Od 1990 do 1996 występował w klubach Mixto, União Mogi i Caxias, a potem wyjechał do Portugalii, gdzie bronił barw Ovarense i SC Olhanense. Latem 1999 wrócił do ojczyzny, gdzie został piłkarzem Corinthiansu. W następnym roku grał w Interze de Lages, a w 2001 w Canoas. Latem 2001 podpisał kontrakt z indyjskim Mahindra United, a po roku przeniósł się do brunejskiego DPMM FC. W 2003 wrócił do Interu de Lages, gdzie zakończył karierę piłkarza.

## Kariera trenerska
Po zakończeniu kariery piłkarza rozpoczął pracę szkoleniowca. Najpierw szukał młode talenty dla greckiego Iraklisu Saloniki. W 2010 został zaproszony do ukraińskiego klubu Metałurh Zaporoże, gdzie najpierw trenował drużynę juniorów, a od 2011 pomagał szkolić pierwszy zespół klubu. W 2014 stał na czele União Mogi, a w 2015 Osvaldo Cruz. We wrześniu 2015 został zaproszony na stanowisko głównego trenera saudyjskiego Al-Mujazzal Club, w którym pracował przez 4 miesiące. W styczniu 2018 rozpoczął pracę w Chao Pak Kei, z którym zdobył wicemistrzostwo Makau. 4 lipca 2018 stał na czele FK Lwów. Po 4 kolejkach lwowski klub z 4 pkt zajmował 7.miejsce w tabeli. Po tym FFU zarzuciła trenerowi brak licencji trenerskiej PRO na szkolenie klubu Premier-lihi, i kontrakt z nim został rozwiązany 14 sierpnia. Następnie rozpoczął pracę jako ekspert piłkarski na ukraińskim kanale telewizyjnym Futbol.

## Sukcesy i odznaczenia

### Sukcesy piłkarskie
DPMM FC
- mistrz Brunei: 2002

Chao Pak Kei
- wicemistrz Makau: 2018